# Mihailo III., dukljanski knez
Mihailo III. dukljanski knez, vladar iz dinastije Vojislavljevića, na dukljanskom prijestolju od 1163. do 1186. godine.
Mihailo III. je sin i nasljednik kneza Radoslava. 
Nekoć slavno Dukljansko Kraljevstvo bilo je još tada na samrti. Mihailo III. je potporu obrani od navale Srba, čiji je predvoditelj bio Stefan Nemanja, pokušao pronaći u Bizantu.
Smrću bizantskoga cara Manuela I. Komnena (1180. godine), knez Mihailo izgubio je posljednju potporu obrane dukljanske države od naleta Srba.
Prema izvješću kojeg je "oko 1180. godine" kanoniku Splitske nadbiskupije uputio poglavar Dukljanske crkve Grgur Barski, između grada Bara i Nemanje desila se "velika razmirica". Nemanja je tražio od Bara 800 perpera, koje Bar nema, "jer su polja oko Bara opustošena.
Do 1186. to mu je donekle i polazilo za rukom, no te je godine Nemanja potpuno pokorio dukljansku državu i razrušio, osim Kotora, sve dukljanske gradove.
Nemanjin sin, prvi srpski kralj Stefan Prvovjenčani, u spisu o svom ocu Žitije Sv. Simeona, izvješćuje da Nemanja "povrati Dioklitiju i Dalmaciju", rušeći "Danj grad, Sardoniki grad, Drivast, Rosaf grad zvani Skadar, grad Svač, grad Ulcinj, grad slavni Bar". 
O Mihailu III. nema pouzdanih podataka - da li je ubijen u tom srpskom naletu ili je uspio pobjeći ili je još ranije umro?
Desislava, žena Mihaila III., skupa s crkvenim čelnicima i dijelom plemstva se uspjela skloniti u Dubrovnik 1189. 
Neki povjesničari misle kako je kneginja Desislava zapravo bila posljednja vladarka dukljanske države.